# Staart (dammen)
Een staart is een formatie in het damspel. Een staart bestaat uit drie schijven die in een rij staan. Een staart vormt een sterke formatie om combinaties mee uit te halen.